# Jardín botánico de Quito
El Jardín Botánico de Quito es un parque, jardín botánico, arboreto e invernaderos de 18.600 metros cuadrados que está previsto aumentar, alberga especies de plantas del país (Ecuador está entre los 17 países más ricos del mundo en especies botánicas nativas, un estudio actualizado sobre la flora ecuatoriana clasificada, determina la existencia de 17.000 especies), que se encuentra en la ciudad de Quito, Ecuador.
El código de identificación del Jardín botánico Quito como miembro del "Botanic Gardens Conservation Internacional" (BGCI), así como las siglas de su herbario es QUITO.

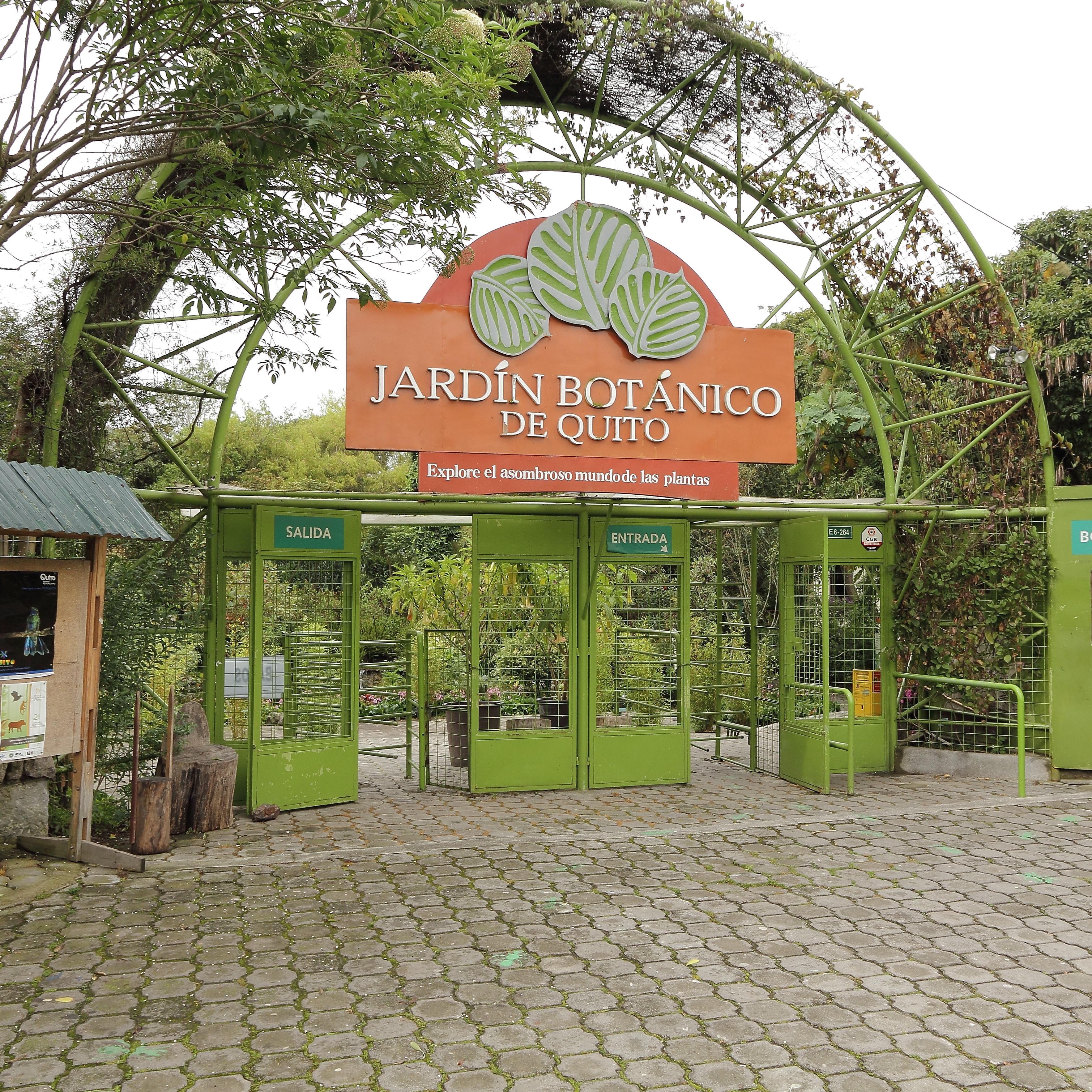
Puerta de entrada del jardín botánico de Quito.

## Localización
Se encuentra en la calle Rumipamba y Av. Río Amazonas, en el Parque La Carolina, localizado en las cercanías de una importante zona comercial de Quito, y junto al Museo de Ciencias Naturales, Quito, Ecuador. 
Jardín Botánico de Quito Passage # 34, Rumipamba E6-264 y Av Shirys, Interior del Parque La Carolina Quito Ecuador
Planos y vistas satelitales.00°13′45.8400″S 078°31′27.1200″O / -0.229400000, -78.524200000
El clima de la ciudad corresponde al clima subtropical de tierras altas; Quito se divide en 3 zonas; sur, centro, y norte; donde el sur es el lugar más frío de la ciudad porque es la zona más alta, el centro es caliente; donde se dan siempre las temperaturas más altas, y el norte es templado. El clima de Quito se divide en 2 estaciones o etapas; el invierno con un período de lluvias prolongado y una estación seca de cuatro meses donde se presentan las temperaturas más altas. Quito siempre tiene un clima templado con temperaturas que van desde los 10° a los 27° grados centígrados.
El horario de visita es de lunes de 8 de la mañana a 5 de la tarde y todos los domingos y feriados de 9 de la mañana a 5 de la tarde.

## Historia
Este jardín botánico surge en 1989, gracias a un convenio suscrito entre el Museo Ecuatoriano de Ciencias Naturales, el Club de Jardinería y el Municipio de Quito por el que se convirtió el antiguo vivero municipal del Parque de la Carolina, en un jardín botánico. 
Con el objetivo de garantizar la eficiencia administrativa de esta entidad, se gestionó en junio de 1991 la creación de la Fundación Botánica de los Andes, cuya misión es la de gestionar y llevar a cabo acciones directas para el conocimiento, protección y conservación de la flora ecuatoriana.

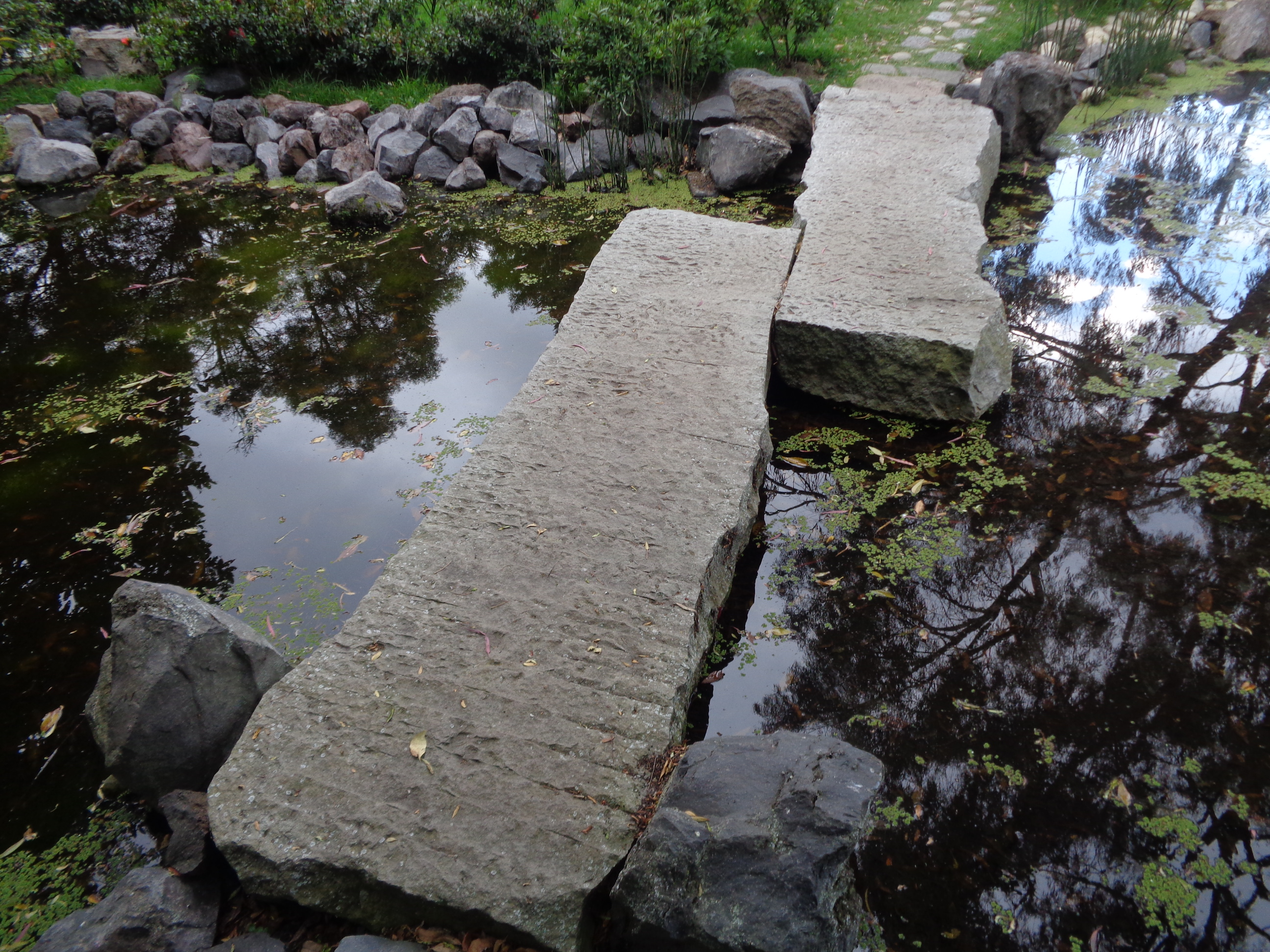
Jardín botánico de Quito, puente tipo de zig zag

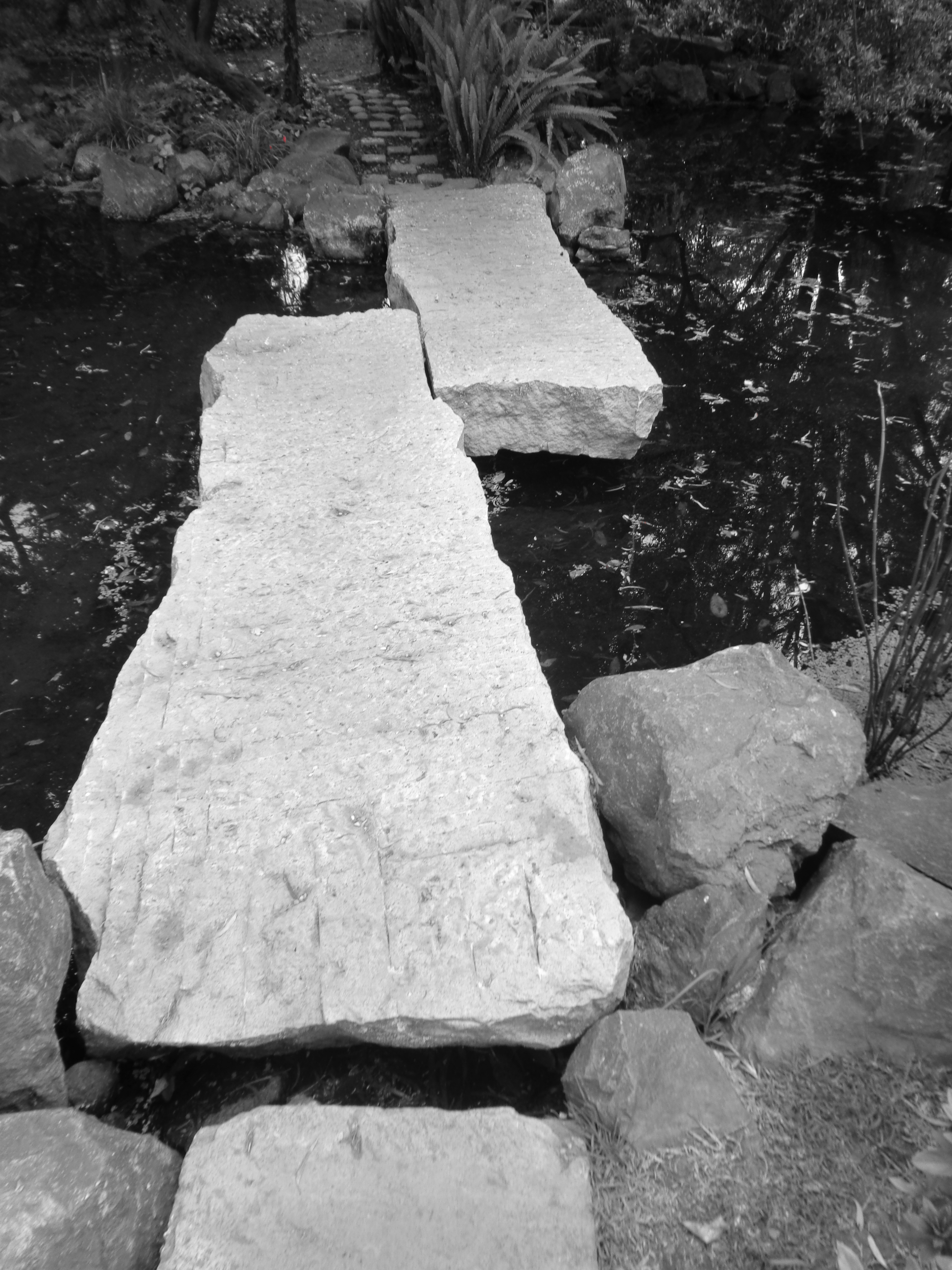
Jardín botánico de Quito, puente tipo de zig zag

## Colecciones
Nuestra botánica de numerosas especies de plantas tanto ecuatorianas, como de otros países junto con algunas especies de aves y donde el agua, corre abundantemente por riachuelos o cascadas.
Entre sus colecciones que se distribuyen a lo largo de senderos de paseo:
- Plantas de los humedales,
- Bosque nublado,
- Plantas del páramo, tal como las almohadillas de páramo, que invitan a recostarse en esos suaves y verdes colchones, ¡pero ojo!, son almohadillas llenas de agua.
- Orquideario dispuesto en 2 Invernaderos, donde se albergan las orquídeas de altura y las tropicales. En estos se encuentran las orquídeas dispuestas sobre las piedras, el suelo o en troncos de árboles, tal como sucede en la naturaleza.
- Plantas medicinales, tal como el guanto o floripondio, una especie conocida como la flor del Inca y que se creía podía ahuyentar los malos espíritus, la cascarilla o quina, (el remedio para la malaria).
- Frutales nativos e introducidos, en proyecto que será planificado de acuerdo con los colegios de la zona.
- Invernadero hidropónico de rosas, este aún en proyecto para un futuro próximo.

Detalles en el "Jardín botánico de Quito".

Detalles
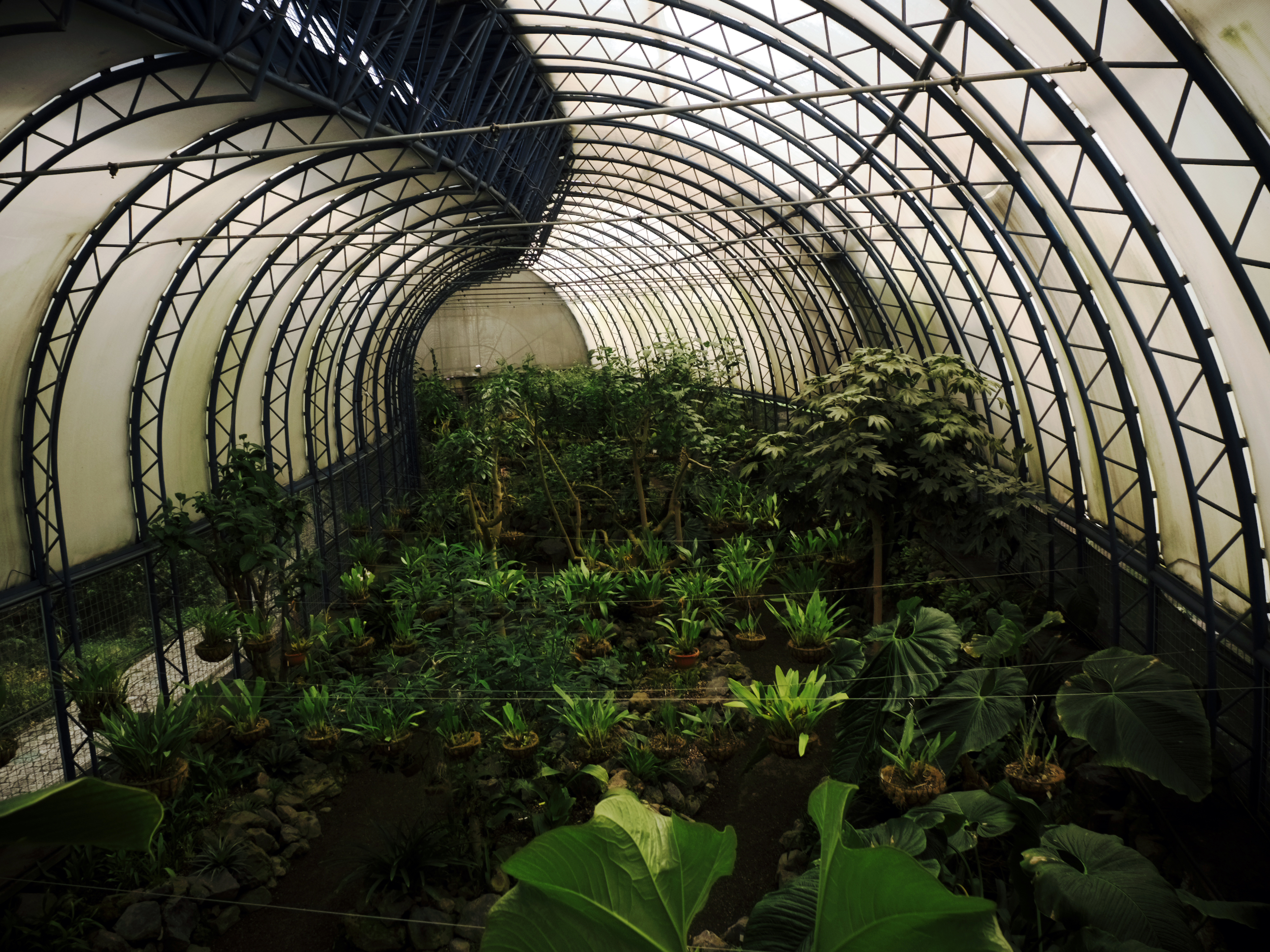
Orquideario de Quito.
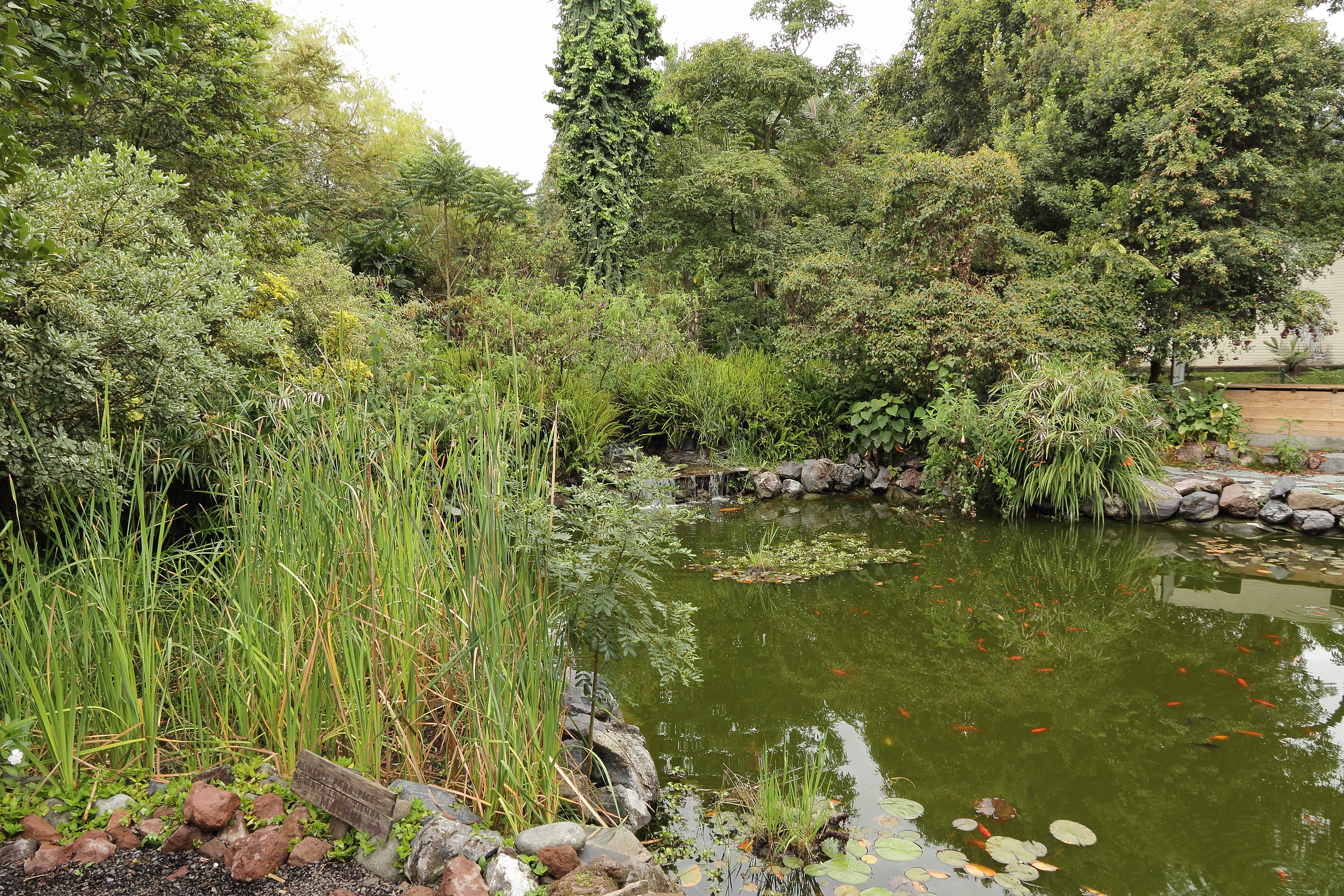
Laguna en el jardín botánico de Quito.
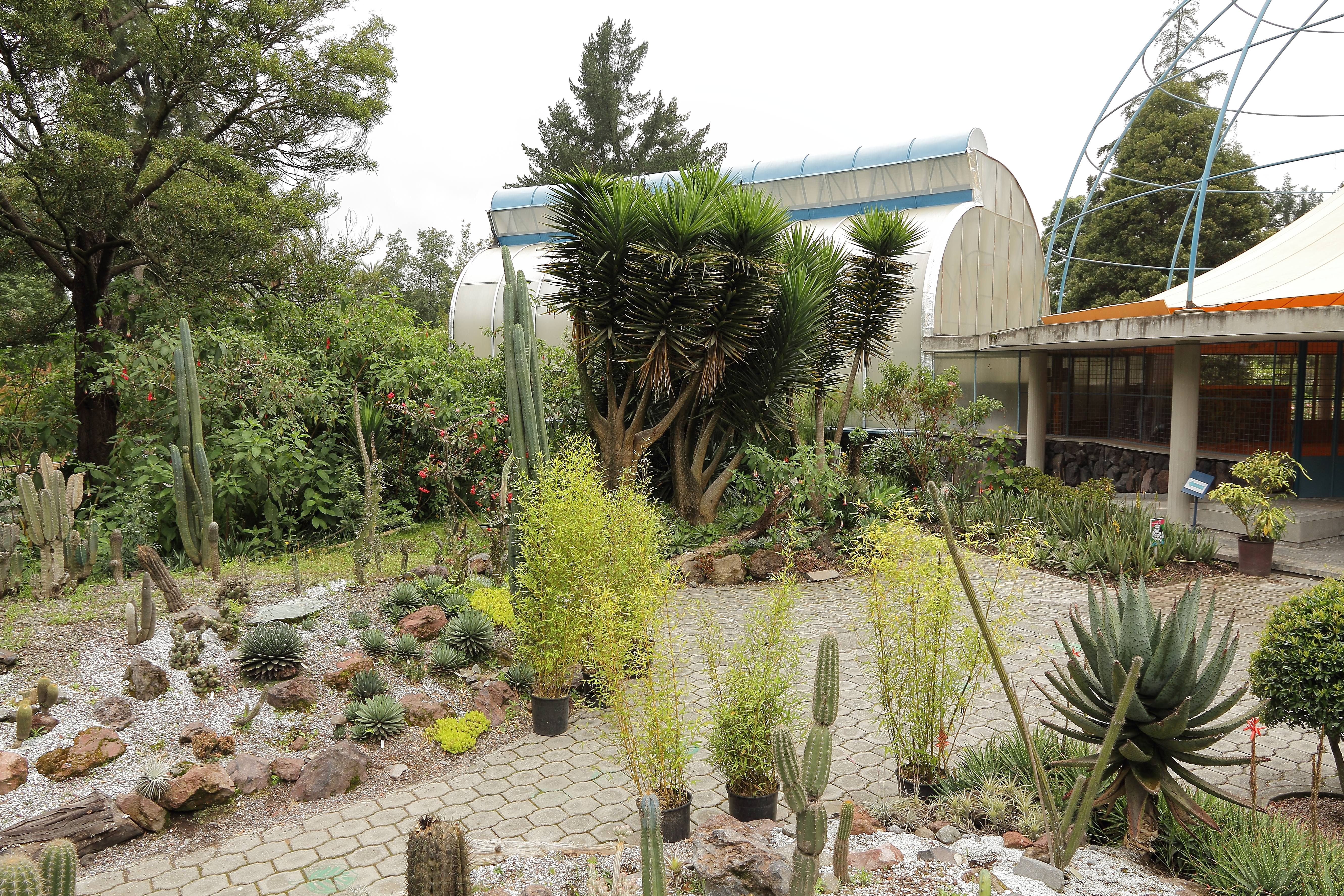
Cactarium.
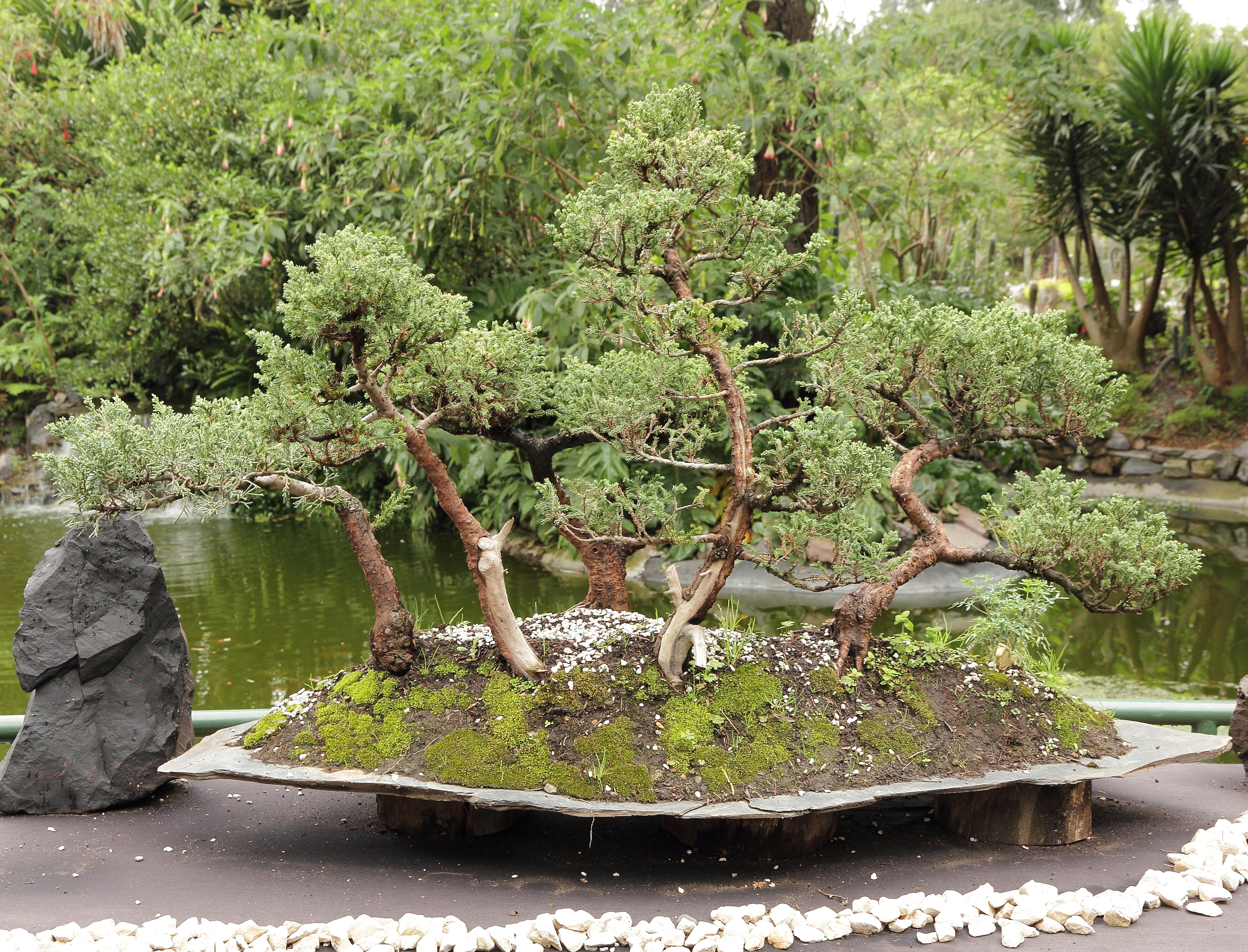
Colección de Bonsais

Algunos especímenes en el "Jardín botánico de Quito".

Especímenes
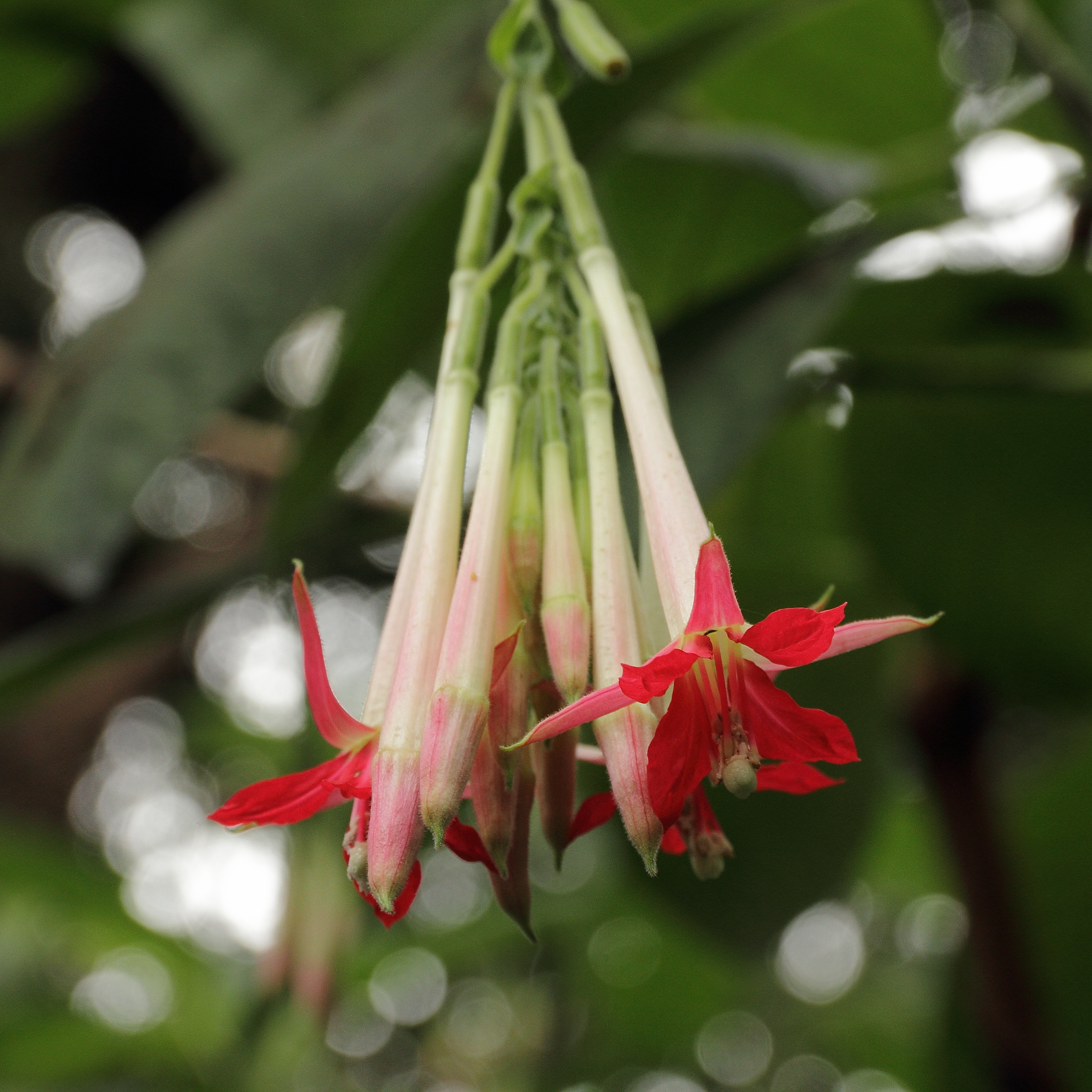
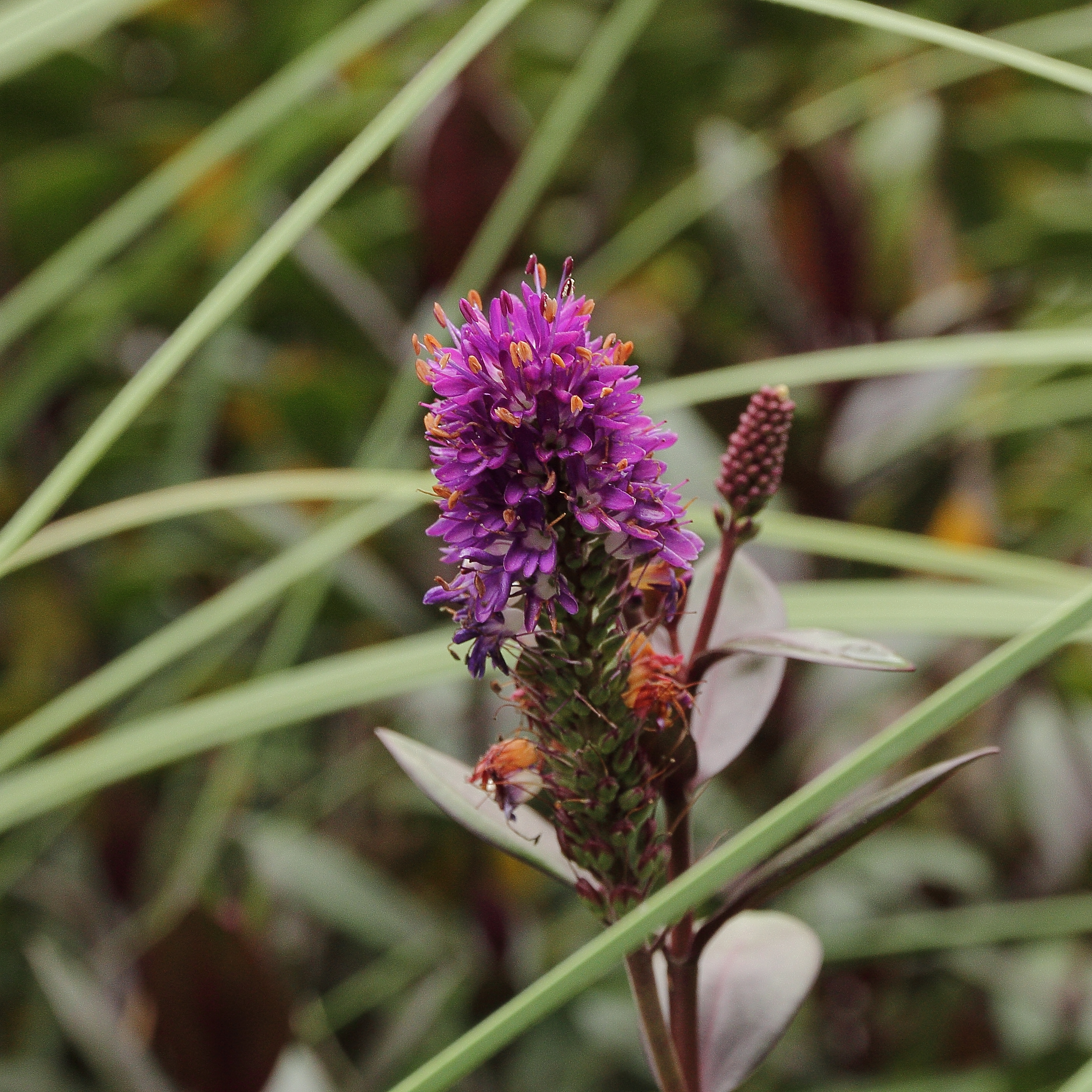
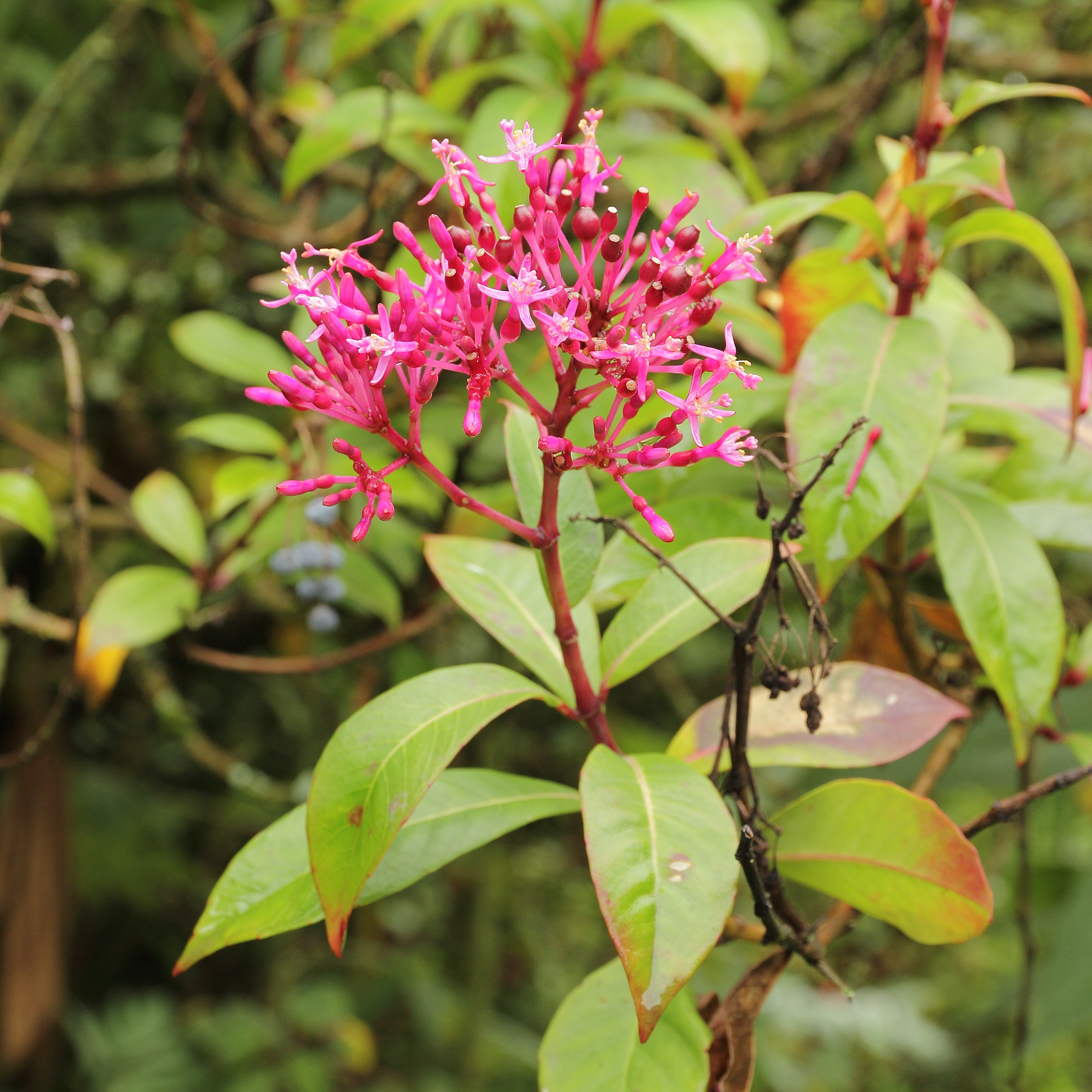
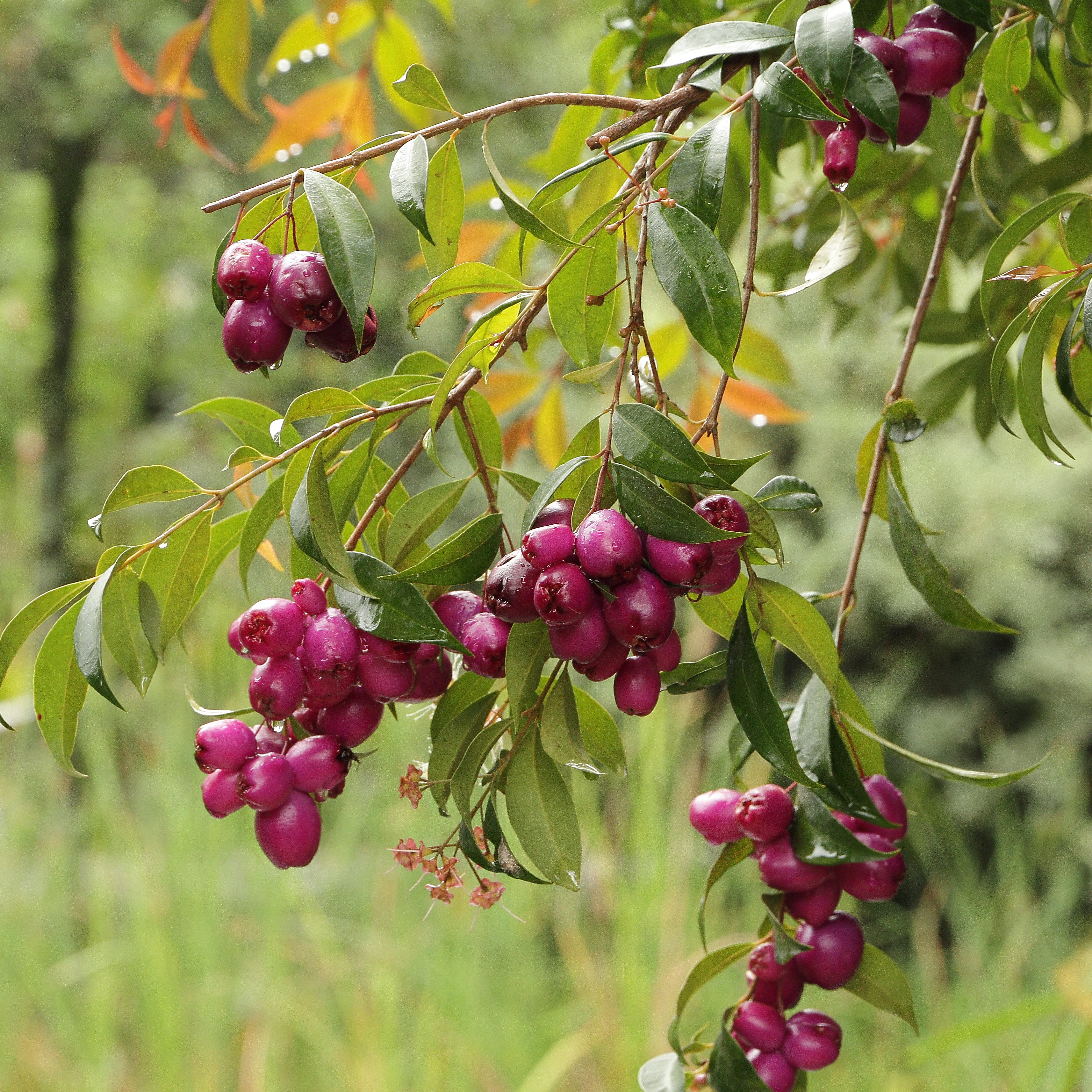
Syzygium jambos
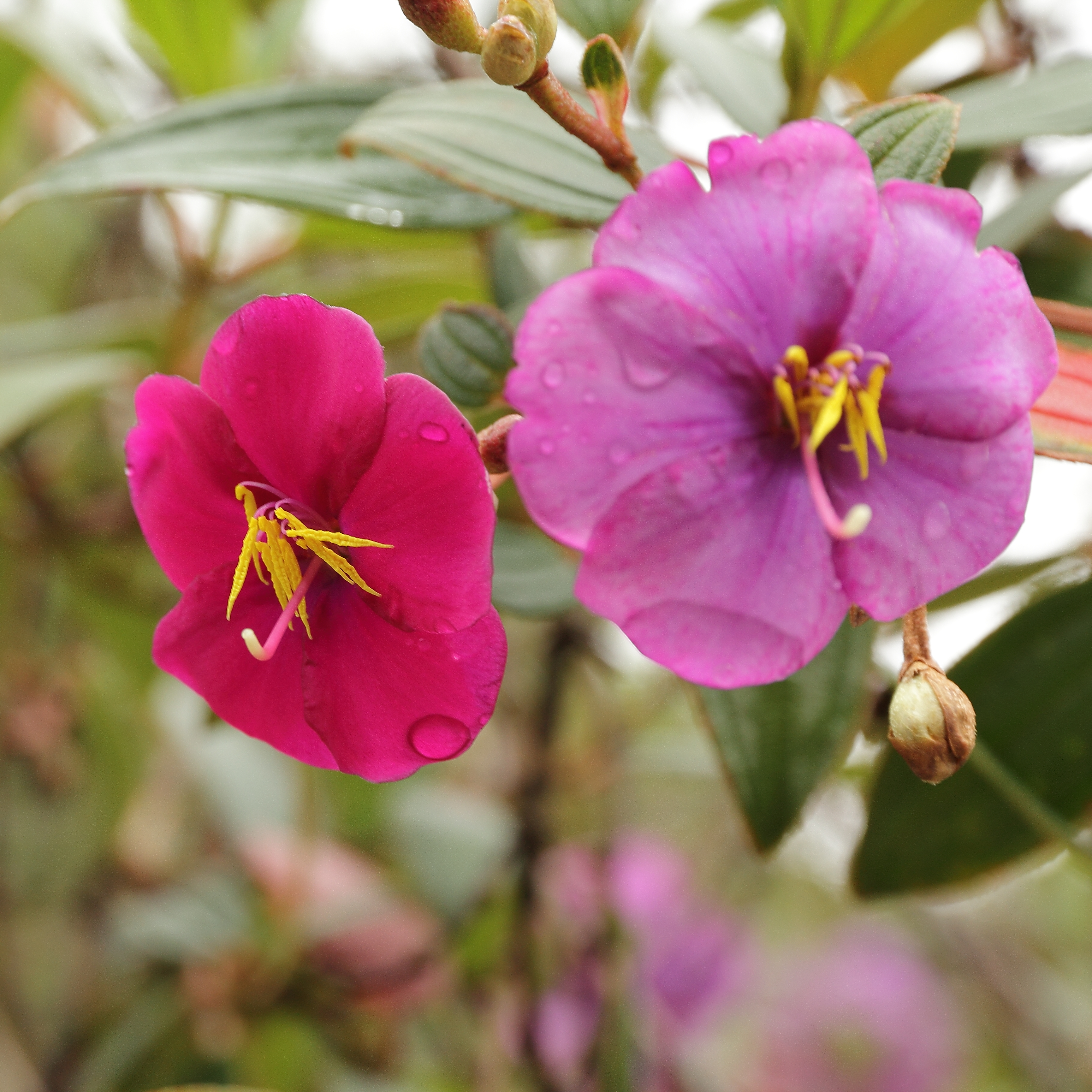
Tibouchina lepidota